# Argentinatrut
Argentinatrut (Larus atlanticus) är en sydamerikansk fågel i familjen måsfåglar inom ordningen vadarfåglar.

## Utseende och läten
Argentinatruten är en stor trut med vitt huvud och undersida. Ryggen och vingarna är svarta förutom en vit bakkant på vingarna. Stjärten är vit med ett brett svart ändband. Näbben är gul med ett svart band och röd spets. Ögonen är bruna med röd orbitalring, ben och fötter blekgula. Hanar är lite större än honor. Ungfåglar har svarta huvuden och brunaktig fjäderdräkt. Utanför häckningstid får även de vuxna fåglarna ett svartaktig huvud och dessutom vitt runt ögonen.
Lätena beskrivs som nasala och gutturala.

## Utbredning och vistelseort

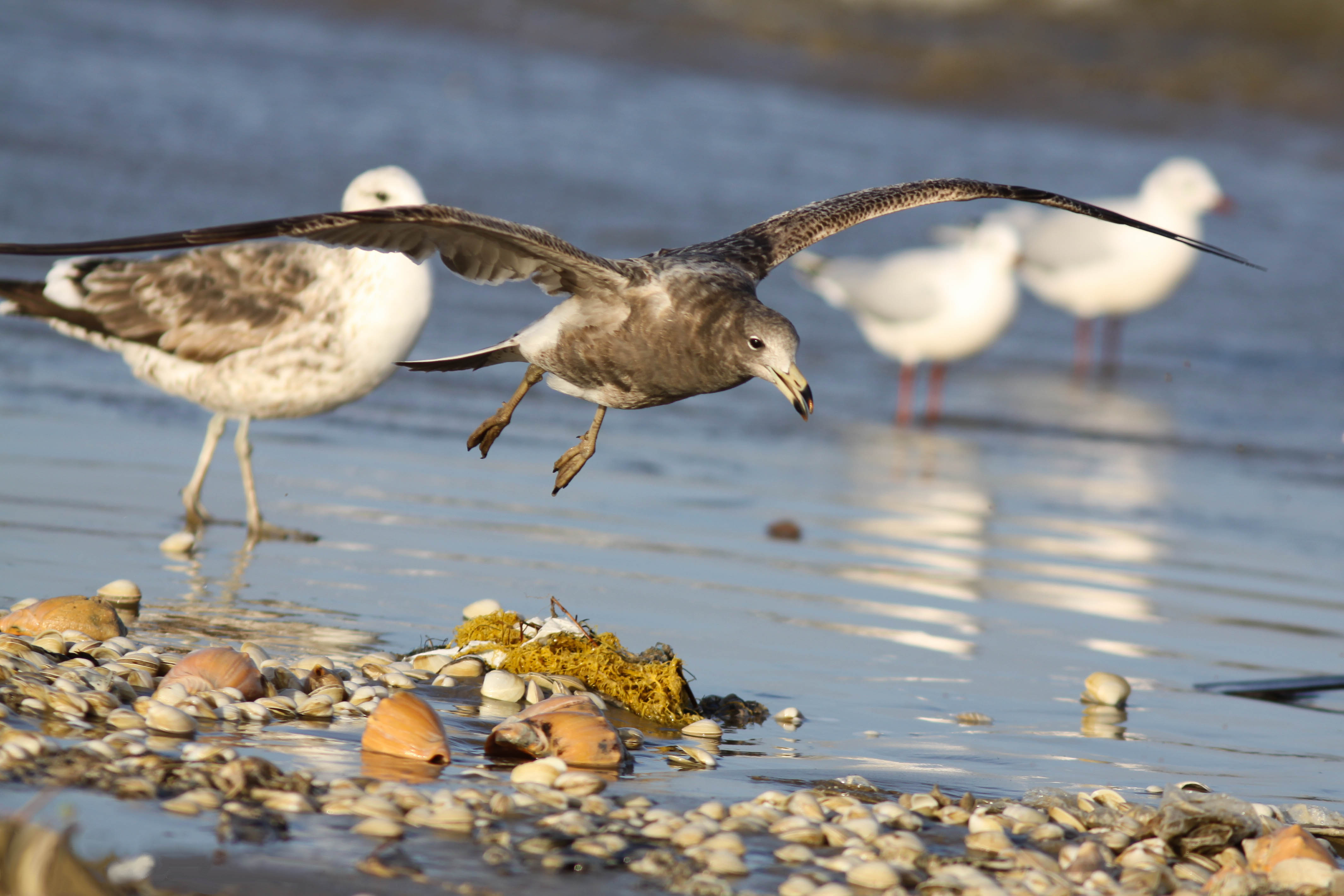
Argentinatrut i södra Brasilien

Argentinatruten har en relativt begränsad utbredning utmed Atlantkusten i nordöstra Argentina, vintertid också längre norrut i Uruguay. Den häckar i begränsat antal i kolonier mellan 38.49° och 45.11°S, varav två tredjedelar återfinns i floden Bahia Blancas flodmynning. Den häckar på marken precis ovanför gränsen för högvatten på små öar och skär. I övrigt ses den utmed klippiga kuster, i hamnar, vid sandstränder, kustlaguner och områden med bräckt vatten.

## Beteende
Under häckningstid lever argentinatruten huvudsakligen av krabbor som den plockar från tidvattensexponerade kuster. Övrig tid drygar den ut kosten med mollusker och havsborstmaskar. Den äter också insekter, snäckor, fisk och fiskrens. Argentinatruten besöker ibland soptippar.
Häckningen börjar i september och oktober. Argentinatruten är monogam och häckar i täta kolonier. Boet placeras på sten, sand eller grus och kantas med växter, sjögräs, fjädrar, skal eller ben. Två eller tre olivbruna ägg med bruna fläckar läggs och ruvas i 30 dagar. Ungarna blir flygga mellan november och januari.

## Status och hot
IUCN kategoriserar arten som nära hotad med tanke på det begränsade utbredningsområdet och på grund av habitatförlust. Världspopulationen uppskattas till mellan 4800 och 7800 par.

## Systematik
Argentinatruten betraktades tidigare som en underart till den närbesläktade perutruten (L. belcheri) som förekommer på andra sidan Sydamerika utmed kusten mot Stilla havet. Genetiska studier visar att argentinatrut, perutrut, svartstjärtad mås och grovnäbbad trut bildar en grupp. De har alla svarta ändband på stjärten. 

## Namn
Argentinatruten kallades tidigare olrogtrut, en hyllning till den svenske ornitologen Claës Christian Olrog som beskrev olrogtruten 1958. Olrog bosatte sig i Argentina i sin ungdom och blev som professor där en auktoritet och pionjär inom den argentinska ornitologin. BirdLife Sveriges taxonomikommitté justerade dock namnet 2022 till det mer informativa argentinatrut, vilket också mer liknar artens namn på norska och danska.